# (2659) Millis
(2659) Millis (1981 JX; 1958 DX; 1972 TP2; 1978 UK2; 1978 WX14) ist ein ungefähr 28 Kilometer großer Asteroid des äußeren Hauptgürtels, der am 5. Mai 1981 vom US-amerikanischen Astronomen Edward L. G. Bowell am Lowell-Observatorium, Anderson Mesa Station (Anderson Mesa) in der Nähe von Flagstaff, Arizona (IAU-Code 688) entdeckt wurde. Er gehört zur Themis-Familie, einer Gruppe von Asteroiden, die nach (24) Themis benannt ist.

## Benennung
(2659) Millis wurde nach dem US-amerikanischen Astronomen Robert Millis benannt, der ein Planetenastronom am Lowell-Observatorium (IAU-Code 690) ist.